# Hármashegyi-tölgyesek
Hármashegyi-tölgyesek este o arie protejată (arie specială de conservare — SAC, sit de importanță comunitară — SCI) din Ungaria întinsă pe o suprafață de 501,06 ha, integral pe uscat.

## Localizare
Centrul sitului Hármashegyi-tölgyesek este situat la coordonatele 47°33′25″N 21°49′31″E / 47.556944°N 21.825278°E.

## Înființare
Situl Hármashegyi-tölgyesek a fost declarat sit de importanță comunitară în mai 2004 pentru a proteja 1 specie de plante și 3 specii de animale. Situl a fost protejat și ca arie specială de conservare în februarie 2010.

## Biodiversitate
Situată în ecoregiunea panonică, aria protejată conține 1 habitat natural: Păduri stepice euro-siberiene cu Quercus spp..
La baza desemnării sitului se află mai multe specii protejate:
- plante (1): Iris aphylla subsp. hungarica
- nevertebrate (3): croitorul mare al stejarului (Cerambyx cerdo), Hypodryas maturna, rădașcă (Lucanus cervus)

Pe lângă speciile protejate, pe teritoriul sitului au mai fost identificate 4 specii de plante, 6 specii de păsări, 2 specii de amfibieni, 4 specii de nevertebrate, 2 specii de reptile.